# Choctaw (Oklahoma)
Choctaw é uma cidade localizada no estado norte-americano de Oklahoma, no Condado de Oklahoma.

## Demografia
Segundo o censo norte-americano de 2000, a sua população era de 9377 habitantes.
Em 2006, foi estimada uma população de 10.803, um aumento de 1426 (15.2%).

## Geografia
De acordo com o United States Census Bureau tem uma área de
70,2 km², dos quais 70,1 km² cobertos por terra e 0,1 km² cobertos por água. Choctaw localiza-se a aproximadamente 368 m acima do nível do mar.

## Localidades na vizinhança
O diagrama seguinte representa as localidades num raio de 12 km ao redor de Choctaw.